# Godkowo (gmina)
Godkowo est une gmina rurale du powiat de Elbląg, Varmie-Mazurie, dans le nord de la Pologne. Son siège est le village de Godkowo, qui se situe environ 34 km à l'est d'Elbląg et 51 km au nord-ouest de la capitale régionale Olsztyn.
La gmina couvre une superficie de 166,74 km2 pour une population de 3 320 habitants.

## Géographie
La gmina inclut les villages de Bielica, Burdajny, Cieszyniec, Dąbkowo, Dobry, Godkowo, Grądki, Grużajny, Gwiździny, Kępno, Klekotki, Krykajny, Kwitajny Wielkie, Łępno, Lesiska, Miłosna, Nawty, Nowe Wikrowo, Olkowo, Osiek, Piskajny, Plajny, Podągi, Siedlisko, Skowrony, Stary Cieszyn, Stojpy, Swędkowo, Szymbory, Ząbrowiec et Zimnochy.
La gmina borde les gminy de Miłakowo, Morąg, Orneta, Pasłęk et Wilczęta.